# Primaquine
Primaquine là một loại thuốc dùng để điều trị và phòng ngừa sốt rét và điều trị viêm phổi do Pneumocystis. Cụ thể hơn thì thuốc này được sử dụng để điều trị bệnh sốt rét do Plasmodium vivax và Plasmodium ovale khi kết hợp cùng với các loại thuốc khác và để phòng ngừa khi không còn lựa chọn nào khác có thể sử dụng. Đây là phương pháp điều trị thay thế cho viêm phổi do Pneumocystis cùng với clindamycin. Chúng được dùng bằng cách uống.
Các tác dụng phụ thường gặp bao gồm buồn nôn, nôn và đau bụng. Không nên dùng Primaquine cho những người bị thiếu hụt glucose-6-phosphate dehydrogenase (G6PD) do nguy cơ có thể làm phân hủy các tế bào hồng cầu. Người ta cũng khuyến cáo rằng primaquine không nên được sử dụng trong khi đang mang thai. Thuốc có thể sử dụng trong thời gian cho con bú khi trẻ được biết là không bị thiếu G6PD. Cơ chế hoạt động của thuốc không hoàn toàn rõ ràng nhưng được cho là có liên quan đến các tác động lên DNA ký sinh trùng sốt rét.
Primaquine được sản xuất lần đầu tiên vào năm 1946. Nó nằm trong danh sách các thuốc thiết yếu của Tổ chức Y tế Thế giới, tức là nhóm các loại thuốc hiệu quả và an toàn nhất cần thiết trong một hệ thống y tế. Chúng có sẵn dưới dạng thuốc gốc. [2] Chi phí bán buôn ở các nước đang phát triển là 0,04 đến 0,11 USD mỗi ngày. Tại Hoa Kỳ, một quá trình điều trị điển hình có giá từ 50 đến 100 USD.